# Sekstant
En sekstant er et vinkelmålingsinstrument, som anvendes til at måle vinklen mellem den synlige horisont og et himmellegeme. Denne vinkel kaldes for himmellegemets højde. Målinger foretaget med sekstanten bruges blandt andet i astronomisk navigation til geografisk stedbestemmelse. For eksempel kan man ved hjælp af en måling af Nordstjernens højde eller solens højde ved middagstid bestemme observatørens breddegrad ved opslag i tabeller i en almanak.
Instrumentet anvendes blandt andet af navigatører indenfor sø- og luftfart til stedbestemmelse og er derfor indrettet, så det kan holdes i hånden uden stativ.
Sekstanten består af en ramme på 60 grader og er forsynet med en gradinddelt skala limbus, (nonius), samt en bevægelig radial arm, alhidaden med et spejl og ved limbus en rude med aflæsningsmærke. Desuden er der på rammen monteret et fast spejl, optisk tilbehør og farvede glas til beskyttelse mod sollyset. 
Den har fået sit navn fra latin sextans, som betyder en sjettedel, da instrumentet er på 60 grader (eller en sjettedel af en fuld cirkel) og er en videreudvikling af oktanten (der var på 45 grader eller en ottendedel af en fuld cirkel). 
Den nautiske sekstant med spejle, som menes taget i brug i 1767, er en videreudvikling af oktanten, menes opfundet af englænderen John Hadley i 1731. Omkring samme tidspunkt fremkom amerikaneren Thomas Godfrey med en tilsvarende opfindelse. 
Til astronomisk brug (uden spejle og teleskop) fremkom sekstanten allerede i 1500-tallet.